# Чьетла (муниципалитет)
Чьетла (исп. Chietla) — муниципалитет в Мексике, входит в штат Пуэбла. Население — 36 606 человек.

## История
Город основан в 1895 году.